# Sierra de Pàndols
La sierra de Pàndols (en catalán: Serra de Pàndols) es una sierra española perteneciente a la cordillera Prelitoral y localizada en la zona de la Tierra Alta, en la provincia de Tarragona. Se encuentra situada entre los municipios de Gandesa y Pinell de Bray. Es conocida por los combates que allí tuvieron lugar durante la guerra civil española.

## Historia
Durante la batalla del Ebro en 1938 se sucedieron numerosos combates en las alturas de Pàndols entre las unidades franquistas y republicanas. La 11.ª División republicana y otras fuerzas del V Cuerpo de Ejército estuvieron apostadas en esta zona durante varios meses, rechazando numerosos asaltos de la infantería franquista. Algunas unidades de las Brigadas Internacionales también participaron en los combates. La noche del 1 al 2 de noviembre de 1938 las fuerzas de la 84.ª División franquista, mandada por el coronel Galera, lograron finalmente conquistar la Sierra de Pàndols.
En las cercanías existe un monumento dedicado a aquellos murieron en los combates de la Colina 705, que constituyó una posición clave de la sierra de Pàndols durante los combates del Ebro. No muy lejos de allí se encuentra la también célebre sierra de Cavalls, donde también tuvieron lugar numerosos combates.